# 恋におちて -Fall in love-
「恋におちて -Fall in love-」（こいにおちて フォール・イン・ラヴ）は、小林明子のデビューシングル。ファンハウスが1985年8月31日に発売。

## 解説
- 表題曲は、1985年8月30日から放送されたTBS系テレビドラマ『金曜日の妻たちへIII・恋におちて』主題歌に起用された[2]。
- 同年11月1日、オリジナル・カラオケとメロ入りカラオケ、そしてボーカル入りの計3曲ずつ収録したシングル・カセット盤がリリースされた。
- 2ndアルバムの『心のままに』に、初回限定盤として英語ヴァージョンのシングル（BRF-1001）が別途添付され、CDアルバムにはボーナス･トラックとして同アルバムの11曲目に収録された。
- 平和より発表されたパチンコ『CRめぞん一刻～好きなのに…～』にもBGMとして採用されている[3]。

## 制作
- この曲は、ドラマ放映より1年も前に当時音楽制作会社に勤務していた小林明子がある歌手のために作曲したが、その歌手が引退してしまった。しばらくして偶然にドラマ関係者の耳に入り、湯川れい子が詞をつけ、歌手を誰にしようかと検討したところ、デモテープ用に歌った声がいい、と作曲者自身が歌うことになった[4]。
- この歌詞は湯川の実体験によるもので、また湯川が重視したのは「I'm just a woman Fall in love」[注 1]の辺りという[5]。
- 湯川は作詞するのにとても時間がかかったと語っている。特に「ダイヤル回して手を止めた」の部分はダイヤル式の電話を指しているが、1980年代後半は公衆電話がダイヤル式からプッシュホン式に替わったケースが多かったが、ダイヤル式は電話をかける時に時間がかかり、その時に迷う心理を表現するためにあえてこの部分を残して発表した。湯川は変更しようとしたが、当時のレコード会社のプロデューサーに「ここがいいんだ。ここを変えたらこの曲は死にます」と強く説得されたと語っている[6]。
- 小室哲哉は「表現はいい点と悪い点の両方ありますよね。その時代を象徴している言葉でもあるし、ダイヤルどころかプッシュでさえ番号を入れない今の時代では通じないことにもなる」と述べている[7]。
- クレジットされていないが、英語詞は山口美江が担当している。

## 海外でのプロモーション
- フルート奏者ベルディーン・ステンベルグ（オランダ語版）を伴って来日していたオランダの音楽出版社社長がこの曲を気に入り、オランダRCAに売り込みをかけた[8]。その結果1987年1月5日に、RCAレコードを通じて本シングル（間奏などを再編集している）がヨーロッパ（オランダ・ベルギー同時発売）に向けて発売された[8]。

- プロモーションのため小林は同年1月11日から8日間オランダに滞在し、テレビ・ラジオ・新聞・雑誌といったメディアに出演した[8]。初回プレス2,000枚は即完売し、間もなく1,000枚を追加プレスした[8]。
- また、本作を収録したアルバム『FALL IN LOVE』は1986年2月に香港EMIを通じて香港でも発売され、同地で5万枚を売り上げゴールドディスクを受賞した[8]。

## ディスクジャケット
- シングル盤のジャケットは途中で変更されたため、小林が横を向いているものと正面を向いているものの2種類がある。

## チャート成績
- オリコンチャートでの集計では、累計で95.4万枚を記録した。また、ミリオンセラーとする記事もある[4]。
- TBS「ザ・ベストテン」には1985年10月10日に8位で初登場。12月5日に第1位に到達し、3週連続1位にランクイン。
- 1986年2月6日の10位まで計18週連続ベストテン入りを果たし、1985年の年間ベストテンでは7位にランクインしていた。

## 再発盤
- 『心みだれて -Say it with flowers-』とのカップリングでCDシングルとして再発売され、両曲共にオリジナル・カラオケが収録されたが、恋におちて -Fall in love- は通常ヴァージョンよりも長いF.O.になっている（通常 5分01秒, オリジナル・カラオケ 5分23秒）。

## 収録曲
| 全作詞: 湯川れい子、全作曲: 小林明子、全編曲: 萩田光雄。 |                               |            |            |
| #                                                        | タイトル                      | 作詞       | 作曲・編曲 |
| 1.                                                       | 「恋におちて -Fall in love-」 | 湯川れい子 | 小林明子   |
| 2.                                                       | 「夏の終わりに」              | 湯川れい子 | 小林明子   |

## タイアップ
| # | 曲名                          | タイアップ                                              | 出典  |
| - | ----------------------------- | ------------------------------------------------------- | ----- |
| 1 | 「恋におちて -Fall in love-」 | TBS系金曜ドラマ『金曜日の妻たちへIII 恋におちて』主題歌 | [ 2 ] |
| 2 | 「夏の終わりに」              | TBS系金曜ドラマ『金曜日の妻たちへIII 恋におちて』挿入歌 |       |

## 収録作品
小林明子名義
- FALL IN LOVE（規格品番：28FB-2034） - オリジナル・アルバム
- True Love 〜ラヴ・バラード・セレクション（規格品番：32FD-1050） - バラード・ベスト
- GOLDEN☆BEST 小林明子（規格品番：BVCK-38089） - 廉価版ベスト

他のベスト・アルバムについては「小林明子#アルバム」参照。
J-POPコンピレーション・アルバム
- Kiss 〜dramatic love story〜（規格品番：BVC3-35001）
- 歌姫 〜オリジナル女性ヴォーカリスト〜（規格品番：MHCL-1426）
- トレンディ・ラヴァーズ 〜“恋する妻”のコンピレーション〜（規格品番：UICY-4419、英語バージョン）
- 青春歌年鑑 1985 BEST30（規格品番：PCCA-01481）
- 青春歌年鑑80年代総集編（規格品番：MHCL-436/7）

## 徳永英明によるカバー
- 徳永英明による39枚目のシングルで2007年7月11日に発売された。アルバム『VOCALIST 3』先行シングル。2007年『第58回NHK紅白歌合戦』で披露された。

収録曲
- 全編曲：坂本昌之

1. 恋におちて -Fall in love-
作詞：湯川れい子　作曲：小林明子
2. わかれうた
作詞・作曲：中島みゆき
  - 中島みゆきが1977年に発表したシングル曲のカバー。
3. ENDLESS STORY
作詞・作曲：Dawn Ann Thomas　日本詞訳：ats-
  - REIRA starring YUNA ITOが2005年に発表したシングル曲のカバー。

## その他のカバー
- レスリー・チャン、エリサ・チャン（中国語版） - 広東語版の曲名は「誰令你心痴」、アルバム『Elisa』（1986年）
- 蔡幸娟（ツァイ・シンチュアン）
- 矢野真紀 - カバー（ライブ音源）が2003年のオムニバスアルバム『DISCOVER THE SONGS 〜J-STANDARD〜』に収録（2004年の『DISCOVER THE SONGS 1+1 〜J-STANDARD〜』にも収録）
- 高橋洋子 - 2003年にミツカン「金のごまだれ」のCMソングとして替え歌でカバー。2017年に発売された『YOKO SINGS FOREVER』に「ミツカン・金のごまだれ CM曲」の曲名で収録された。
- 岩崎宏美 - アルバム『Dear Friends』（2003年）
- 河村隆一 - アルバム『evergreen 〜あなたの忘れ物〜』（2006年）
- オリビア・オン - アルバム『Fall In Love With Olivia』（2007年）
- 高野千恵 - アルバム『80’S HIT PARADE VOL.1』（2007年）
- 南かなこ - アルバム『エンカのチカラ -SONG IS LOVE 80's&90's-』（2008年）
- つじあやの - アルバム『COVER GIRL2』（2008年）
- 稲垣潤一with尾崎亜美 - アルバム『男と女2』（2009年）
- 沢田知可子 - アルバム『歌姫ものがたり』（2009年）
- なかの綾 - アルバム『ずるいひと』（2010年）
- 藤あや子 - アルバム『Woman』（2011年）
- ビビアン・スー - アルバム『natural beauty』（2011年）
- Acid Black Cherry - アルバム『Recreation 3』（2013年）
- Yoko Maria - アルバム「2番目の優しい歌たち」。
- 桑田佳祐（サザンオールスターズ） - 2013年のAAAイベント『昭和八十八年度! 第二回ひとり紅白歌合戦』でカバー。
- GILLE - 英語詞でカバー。原曲歌唱者の小林明子も参加している。
- 冬月かえで - シングル『そのままの君でいて』c/w（2014年）
- Noa - 『愛がなければ』（2015年）
- JUJU - アルバム『スナックJUJU 〜夜のRequest〜』（2016年）
- 雨宮天 - 『COVERS -Sora Amamiya favorite songs-』（2021年）[10]。
- 麻倉未稀 - 『人生はドラマ これからも続く私のヒーロー物語』（2022年）
- Ms.OOJA - アルバム『流しのOOJA 2 ～VINTAGE SONG COVERS～』（2022年）